# Ногино (Алтайский край)
Но́гино — село в Первомайском районе Алтайского края России. Входит в состав Акуловского сельсовета.

## История
В связи с многочисленными административно-территориальными изменениями на территории Алтайского края, деревня неоднократно меняла территориальную принадлежность. Деревня Ногина входила в состав Краюшкинского района Барнаульского округа.
Исторические сведения о деревне Ногино: по Списку населенных пунктов Алтайского края историка Юрия Булыгина, впервые деревня упоминается в официальных документах в 1759 году.
По Списку населенных мест Томской губернии 1859 года деревня Ногина насчитывала 13 дворов, 28 мужчин и 34 женщины.
В Списке населенных мест Томской губернии 1911 года указывается, деревня Ногина Талицкой волости на Чумыше: 93 двора, 252 мужчины и 241 женщина, есть 1 хлебозапасный общественный магазин и мелочная лавка.
Согласно Списку населенных мест Сибирского края за 1928 год, село Ногино относится к Белоярскому району, в нём 150 хозяйств, 768 жителей, есть сельский совет, школа первой ступени.
Ногино относилось к Думческому приходу, в селе в 1856 году была построена церковь во имя Святителя и Чудотворца Николая (перестроена в 1911).
Несколько лет назад в один из паводков часть деревни буквально смыло водами Чумыша, но часть домов сохранилась. Кто смог, перебрался повыше, большая часть жителей разъехалась. Сегодня в селе проживают всего три человека.

## География
Село находится у реки Чумыш на границе с Залесовским районом.
Климат
Климат континентальный. Продолжительность периода с устойчивым снежным покровом составляет 160—170 дней, абсолютный минимум температуры воздуха достигает −50 °C. Средняя температура января −19,9 °C, июля — +19 °C. Безморозный период длится 110—115 дней, абсолютный максимум температуры воздуха достигает +33-35 °C. Годовое количество атмосферных осадков — 420 мм.

## Население
| 1926 | 1997 | 1998 | 1999 | 2000 | 2001 | 2002 |
| ---- | ---- | ---- | ---- | ---- | ---- | ---- |
| 768  | ↘1   | →1   | →1   | →1   | →1   | →1   |
| 2003 | 2004 | 2005 | 2006 | 2007 | 2008 | 2009 |
| ↗2   | →2   | →2   | ↘1   | ↗2   | →2   | →2   |
| 2010 | 2011 | 2012 | 2013 |      |      |      |
| ↗3   | →3   | →3   | →3   |      |      |      |

Инфраструктура
В селе всего двое жителей, почтовое отделение, обслуживающие село Ногино, находится в соседнем селе Акулово.
Транспорт
Село соединяет с районным и областным центром федеральная автомагистраль Р-256 Чуйский тракт (Новосибирск—Бийск—Монголия) и сеть региональных автодорог.
Ближайшая железнодорожная станция Алтайская находится в городе Новоалтайск.